# Kościół Santa Fede
Kościół Santa Fede (pol. kościół św. Fides) – były rzymskokatolicki kościół w Genui, w dzielnicy (sestiere) Prè. Zbudowany pierwotnie w XII wieku był przez kilka stuleci kościołem templariuszy. Zdesakralizowany w 1926 roku, zrekonstruowany i zmodernizowany w latach 90. XX wieku i adaptowany na pomieszczenia użytkowe mieści od 2005 roku biura rejonowe dzielnicy Municipio I Centro Est nosząc nazwę Complesso di Santa Fede.

## Historia

### Pierwotny kościół
W IV wieku istniała w tym miejscu wczesnochrześcijańska kaplica Santa Fede. Najstarsza wzmianka o kościele Santa Fede pochodzi z 1142 roku, kiedy to klasztor San Siro sprzedał działkę położoną „in fosato de sancta Fide” niejakiemu Ansaldowi Vacca. W tym samym roku kościół został wymieniony w Liber Censuum. Z kolei dokument z 1161 roku poświadcza obecność templariuszy w kościele Santa Fede wymieniając prezbitera kościoła, Federica i jednego z braci zakonnych, Marchese Bonavita, którzy sprzedali posiadłość w Fegino, by móc zbudować kampanilę lub odnowić swój kościół. W 1201 roku Raisia di Vassallo Cicala uczyniła zapis na rzecz robót w kościele templariuszy, natomiast w 1214 roku Giovanni da Voltagio pozostawił spadek dla kościołów genueńskich, w tym dla Santa Fede. Ówczesny kościół znajdował się poza murami miejskimi, naprzeciwko zachodniej bramy. Jego apsydy były skierowane, zgodnie z tradycją, na wschód. W maju 1239 roku templariusze z Genui i Acqui na polecenie papieża Grzegorza IX zostali poproszeni o sfinansowanie części wydatków delegacji Genui składającej wizytę w Rzymie. Z 1249 roku pochodzi kolejny zapis na rzecz domu templariuszy, ustanowiony przez Zaccarię de Mari. W 1289 roku papież Mikołaj IV domagał się od templariuszy z Archidiecezji Genui zapłaty dziesięciny za „negocium Regni Sicilie”. Z 1302 roku pochodzi pierwsze świadectwo podniesienia kościoła templariuszy do rangi kościoła parafialnego.
Po 1312 roku kościół Santa Fede został przejęty przez Zakon Szpitalników Świętego Jana. W 1370 roku Gregorio da Vellatro, prokurator Komandorii Świętego Jana w Prè zapłacił 1 lir genueński i 3 soldy tytułem podatku na rzecz Santa Fede. Według rejestrów z 1373 roku dotyczących stanu posiadłości Szpitalników kościół Santa Fede nie przynosił dochodów miejscowej komandorii. W rejestrze kurii arcybiskupiej (Registro della Curia arcivescovile) z 1385 roku Szpital św. Jana wraz z kościołem Santa Fede został wymieniony jako jeden z kościołów archidiecezji.
Kościół Santa Fede został przebudowany w epoce baroku.

### Desakralizacja
Dekretem z 23 listopada 1926 roku, obowiązującym od 28 tego samego miesiąca, arcybiskup Carlo Minoretti utworzył nową parafię na terenie San Fruttuoso i Marassi, przenosząc na nią beneficjum i tytuł dotychczasowej parafii Santa Fede e Nostra Signora della Misericordia z siedzibą przy via delle Fontane. Teren zniesionej parafii został dekretem arcybiskupa z 24 listopada tego samego roku włączony do jurysdykcji parafii San Sisto, w której złożono również archiwa parafialne Santa Fede. W 1932 roku do nowego kościoła, znajdującego się przy Corso Sardegna przeniesiono wyposażenie zdesakralizowanego kościoła Santa Fede (marmury i meble).

### Odbudowa i adaptacja na biura
Na początku lat 90. podjęto decyzję odbudowy byłego kościoła. Projekt przygotowali architekci Sergio Massarente i Sergio Zampichelli. Podczas prac konserwatorskich odkryto apsydę centralną, apsydę prawą oraz pozostałości murów kościoła romańskiego, który miał orientację przeciwną do obecnego, dlatego jego zachowane fragmenty są widoczne przez przeszkloną witrynę, znajdującą się przy wejściu do obecnego budynku. Kiedy w 1992 roku Sergio Massarente zaczął projektować rekonstrukcję budynku, sam kościół nie był już widoczny, zasłaniały go z zewnątrz różne dobudówki, natomiast jego wnętrze było podzielone na lokale handlowe. Ostatnim najemcą obiektu był winiarz. W trakcie prac rekonstrukcyjnych wyburzono zrujnowane budynki przed Porta dei Vacca tworząc w ich miejsce nowy plac, Piazza Santa Fede, położony na skrzyżowaniu z via Prè. Przywrócona została fasada, wychodząca na via delle Fontane oraz budynek starego kościoła z trzynawowym wnętrzem, które odnowiono łącząc umiejętnie zachowane i zrekonstruowane fragmenty dawnego kościoła z elementami architektury nowoczesnej, takimi jak ukryta winda czy klatka schodowa. Wstawiono nowoczesne okna. Również dawna kampanila została gruntownie odnowiona i zintegrowana z budynkiem Santa Fede, w którym ulokowano biura urzędu dzielnicowego Centro Est. Zrekonstruowano też cenny krużganek, położony pomiędzy urzędem a budynkami Uniwersytetu. Kompleks Santa Fede stał się pierwszym przykładem celowego rozrzedzania zabudowy w historycznym centrum.